# 東條敬
東條 敬（とうじょう さとし、1951年11月14日 - ）は、日本の財務官僚。財務総合政策研究所教授や、財務省北海道財務局長を経て、株式会社福邦銀行代表取締役頭取を務めた。

## 人物・経歴
東京都出身。1974年日本大学法学部卒業。 1978年大蔵省入省。2003年財務省東海財務局理財部長。2005年財務省財務総合政策研究所研修部長兼研究部教授。2005年国家公務員共済組合連合会総務部長。2008年財務省北海道財務局長。2009年預金保険機構財務部長。2010年株式会社福邦銀行専務取締役。2011年から株式会社福邦銀行代表取締役頭取を務め、経営強化にあたった。2015年には越前市との間で包括的地域連携を締結。2016年退任。